# Suppingen
Suppingen ist ein Ortsteil der Stadt Laichingen im Alb-Donau-Kreis in Baden-Württemberg. Das bis 1971 selbstständige Dorf liegt circa vier Kilometer südlich von Laichingen auf der Schwäbischen Alb.

## Geschichte

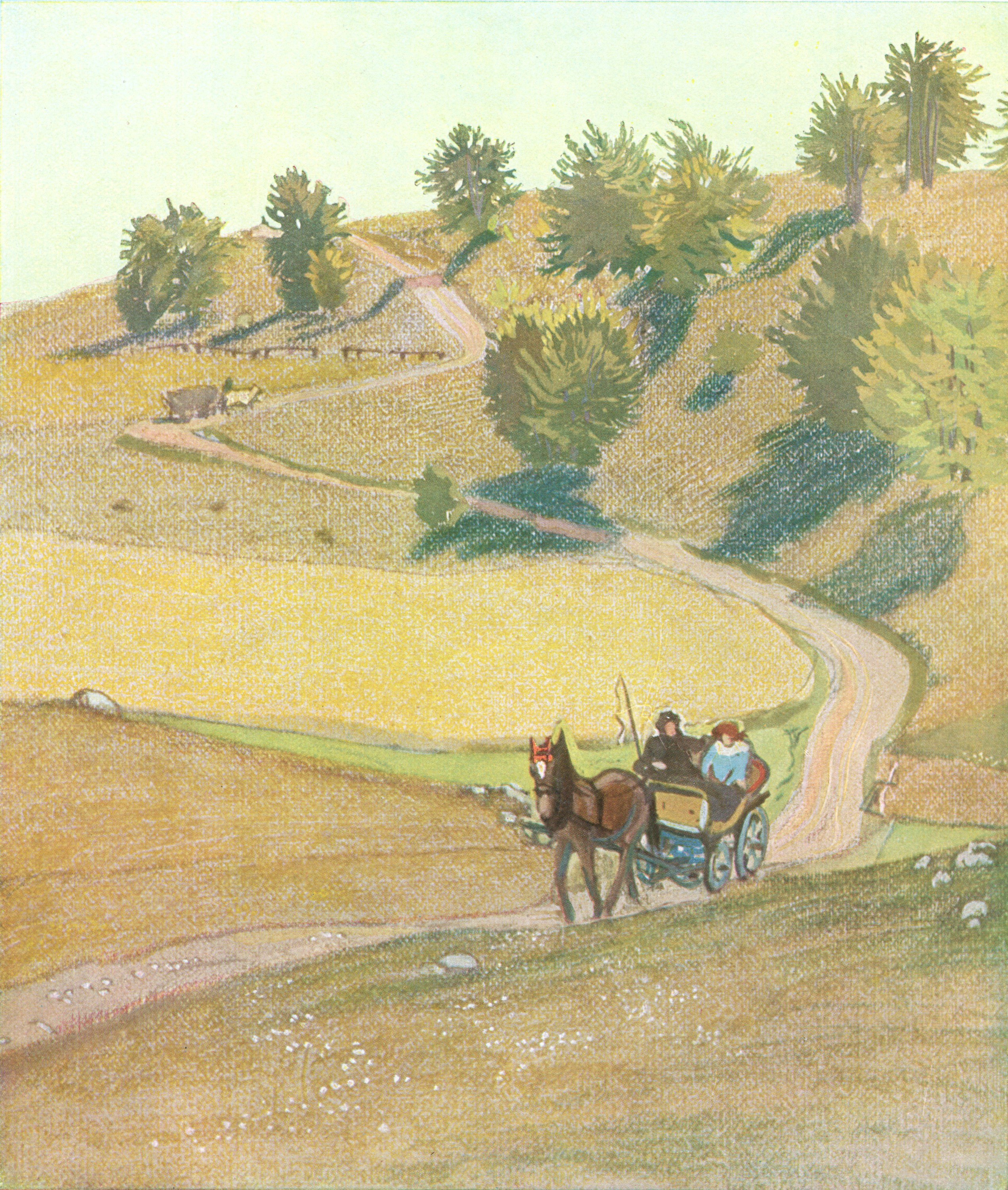
Albhochland und Straße mit Einspänner zwischen Feldstetten und Suppingen (vor 1914) von Karl Stirner

### Mittelalter
Der Name der Ortschaft Suppingen geht wahrscheinlich auf einen Sippenhäuptling „Suppo“ zurück, der im 8. Jahrhundert mit seinem Stamm in dieser Region siedelte.
1108 wurde Suppingen erstmals urkundlich erwähnt. Das Dorf wurde 1447 von den Grafen von Helfenstein an Württemberg verkauft. Umfangreicher Grundbesitz der von Nenningen kam 1408 an eine Blaubeurer Bürgerin. Auch das Heilig-Geist-Spital in Blaubeuren war begütert.

### Neuzeit
Bereits im Zuge der Reformation wurde Suppingen evangelisch. Die bestehende Kapelle wurde 1569 zur Kirche erweitert. Sie wurde der heiligen Brigitta von Schweden geweiht. 
Die evangelische Kirchengemeinde Suppingen gehört nicht, wie die Kernstadt Laichingen, zum Kirchenbezirk Bad Urach-Münsingen, sondern zum Kirchenbezirk Blaubeuren.
Im Dreißigjährigen Krieg wurde dem Ort großer Schaden zugefügt. Als Folge der für die Evangelischen verheerenden Schlacht von Nördlingen im Herbst 1634 wurde das Dorf weitestgehend zerstört. Es war noch bis 1650 völlig verödet.  
Im Märchen Das Stuttgarter Hutzelmännlein von Eduard Mörike aus dem Jahre 1852 wird Suppingen als Station zwischen Stuttgart und Ulm mehrfach genannt: „Da wo die Steig am End' ist, holte er (Sepp) zum Glück ein gutes Bäuerlein aus Suppingen auf einem Wagen mit etwas Steinwerk ein, das hieß ihn ungebeten bei ihm aufsitzen.“
Im Jahre 1870 bekam der Ort den Anschluss an die Albwasserversorgung.
Bei der Einführung des Nummerierungssystems für die Straßen in Deutschland im Jahre 1932 wurde die Strecke zwischen Laichingen und Blaubeuren durch Suppingen Fernverkehrsstraße 28 (FVS 28) genannt. Seit der Einrichtung des Reichsstraßennetzes im Jahr 1934 wurde sie mit Reichsstraße 28 (R 28) bezeichnet, später Bundesstraße 28.
Suppingen war dem Oberamt Blaubeuren unterstellt und gehörte ab 1938 zum Landkreis Ulm, der 1973 zum Alb-Donau-Kreis wurde.
Im Zuge der Gemeindegebietsreform in Baden-Württemberg wurde Suppingen am 1. Januar 1972 nach Laichingen eingemeindet.

## Naturdenkmäler

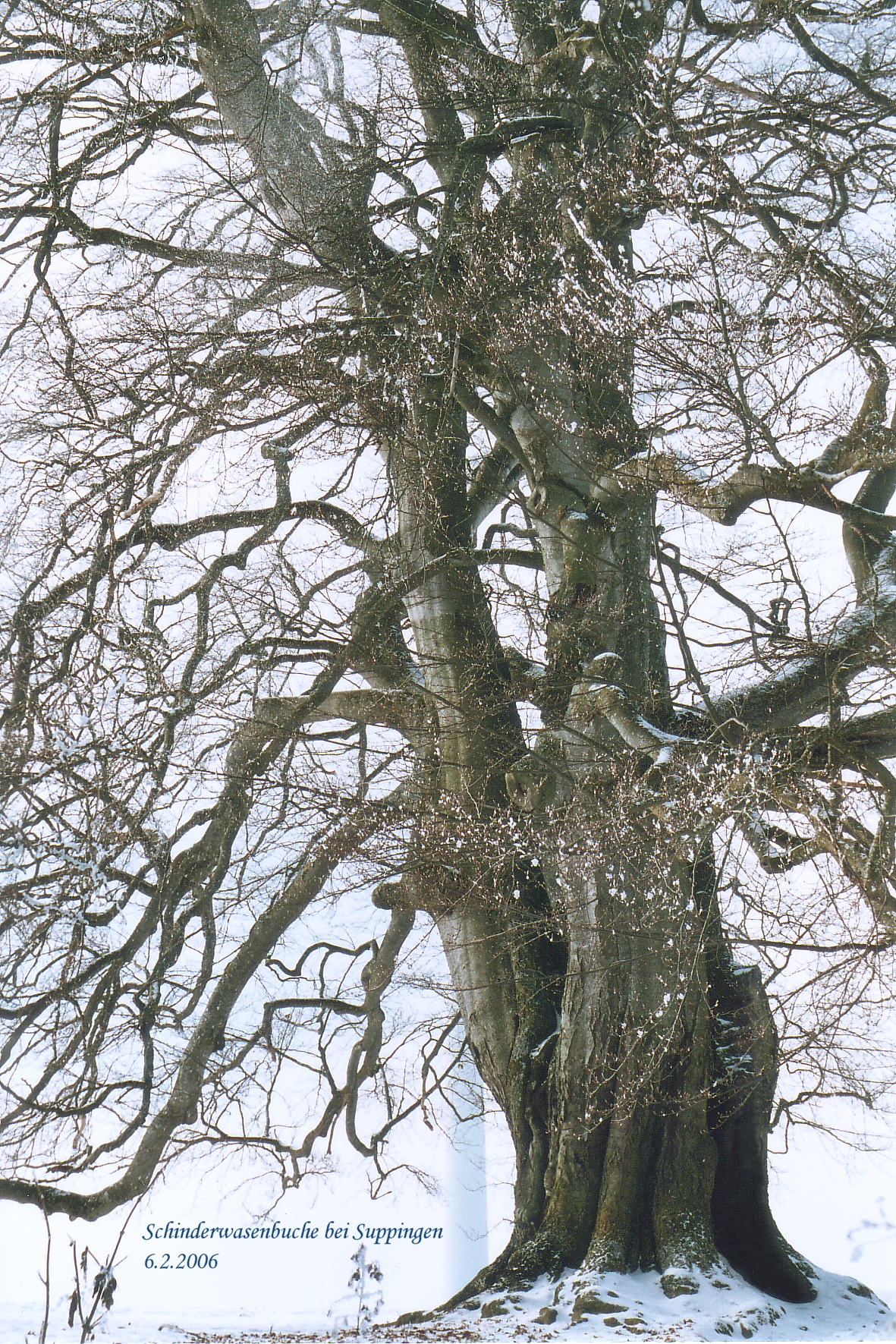
Schinderwasenbuche bei Suppingen (2006)

Die Schinderwasenbuche war bis zum Jahr 2008 eine der mächtigsten Rotbuchen (Fagus sylvatica) Südwestdeutschlands. Ihre Überreste stehen nahe Suppingen auf den Fluren der Blaubeurer Alb. Sie galt bis zu ihrer Zerstörung als Naturdenkmal.

## Gebäude
- St. Brigitta, evangelische Kirche, 1471 als Kapelle zur Hl. Brigitta schon erwähnt. An ihr wurde 1481 eine Frühmesspfründe gestiftet und 1569 eine eigene evangelische Pfarrei errichtet. Das Patronat der Kapelle hatte bis zur Reformation das Kloster Blaubeuren. Die Pfarrkirche ist spätgotisch, das Schiff manieristisch aus dem Jahr 1569 mit neugotischer Umgestaltung aus den Jahren 1860/62. Helmut Bornefeld entwickelte eine Orgeldisposition, die 1961 beim Orgelneubau durch die Giengener Orgelmanufaktur Gebr. Link aus Giengen an der Brenz zum Tragen kam.[5]

- Im März 1668 genehmigte Herzog Eberhard III. das Gesuch der Suppinger Gemeinde um eine eigene Pfarrei und einen eigenen Pfarrer; im darauffolgenden Jahr wurde das neue Pfarrhaus in Suppingen errichtet.

- Kornberghalle, eine Fest-, Sport- und Mehrzweckhalle, eingeweiht 2009

## Wander- und Fahrradwege
- Der Schwäbische-Alb-Oberschwaben-Weg (HW 7) des Schwäbischen Albvereins vom Schwäbischen Wald zum Bodensee verläuft als Fernwanderweg westlich an Suppingen vorbei.

- Der Albtäler-Radweg ist ein 186 Kilometer langer Fernradweg in Baden-Württemberg. Der Rundkurs führt durch acht Täler der Schwäbischen Alb und läuft nördlich von Suppingen der Laichinger Tiefenhöhle zu. Der Albtäler-Radweg gehört seit 2020 zu den Landesradfernwegen Baden-Württemberg.[6]

## Suppinger Liederbuch
Das Suppinger Liederbuch erschien in mehreren Auflagen seit 1953. Es wird bis heute vom Schwäbischen Albverein herausgegeben. Enthalten sind Schelmenlieder, die in freier Folge aneinandergereiht werden. Die Lieder wurzeln im Dorfleben von Suppingen. Sie werden durch zwei-, drei- und vierstimmigen Gesang vorgetragen.

### Entstehung des Liederbuches
1937 wollte der Süddeutsche Rundfunk aus Stuttgart in einer Hörspielproduktion einen typischen Spinnstuben-Abend lebendig werden lassen. Der Dichter Hans Reyhing schrieb dazu das Spielbuch für die Sendung. Reyhing erinnerte sich im Vorfeld der Produktion an einen Heimatabend in Suppingen, an dem originelle schwäbische Lieder im Albdialekt gesungen wurden. Eine Abordnung des Süddeutschen Rundfunks besuchte an einem Samstagabend im Februar 1937 eine Wirtsstube im Dorf. Die Abordnung wollte sich einen ersten Eindruck über die Lieder der Suppinger verschaffen. Als „der Kreis am Abend immer kleiner wurde, blieben in der letzten Stunde vor Mitternacht nur noch drei bis vier Bäuerinnen, alle wohl schon über 60 Jahre übrig, die nun plötzlich auftauten und Lieder aus ihrer Jugend sangen. Es waren ernste und sehnsuchtsvolle, aber meist heitere.... Die Rundfunkleute stellten fest, daß ein Großteil dieser Lieder nicht in den Volksliedsammlungen zu finden war.“ Johnas Köpf, heute auch Jonas Köpf, ein Lehrer und Chorleiter in Suppingen, hielt die Weisen der Alb in Musiknoten fest. Hans Reyhing fixierte mit Unterstützung von Wilhelm Kutter die Texte in Schriftform.

### Herausgeber
Der Schwäbische Albverein wiederum stellte 1953 ein Liederbuch mit den geläufigsten Suppinger Liedern zusammen und trat als Herausgeber auf. Es ist das Verdienst von Johnas Köpf, dass der Gemischte Chor in Suppingen dieses auf der Alb wohl einzigartige Liedgut noch zur Verfügung hat. Der Chor trägt das Liedgut auch der Öffentlichkeit vor.

## Vereine und Traditionen

### Musikvereine
In Suppingen gibt es verschiedene Vereine:
- Gemischter Chor Suppingen, 1926 gegründet als Nachfolgeorganisation des Männergesangsvereins "Harmonie".

- Musikverein Suppingen, 1976 gegründet; das Repertoire dieser Kapelle umfasst neben böhmischer und moderner Blasmusik auch zeitgemäße Konzertmusik.

### Suppinger Waldweihnacht
Eine Waldweihnacht wird jährlich gemeinsam mit dem Schwäbischen Albverein Suppingen im Dezember bei der Steinwollhütte veranstaltet. Dazu spielt der Musikverein die Weihnachtslieder. Für Kinder gibt es eine kleine Überraschung.